# Trapgat (bodemkunde)

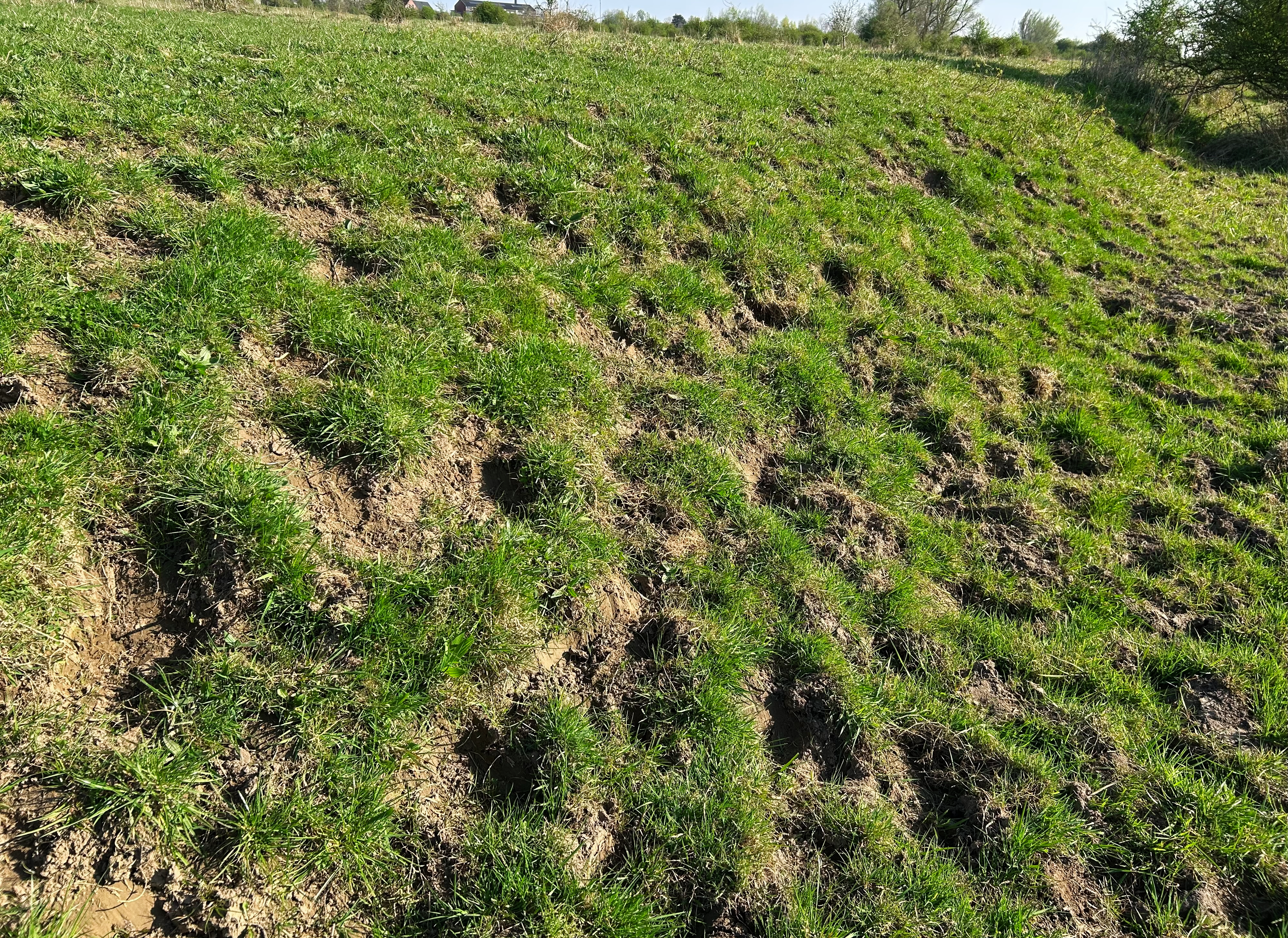
Trapgaten van grote grazers op een kleine glooiing in een uiterwaardgrasland.

Met een trapgat wordt een door betreding veroorzaakte, holteachtige structuur bedoeld in de bovenste bodemhorizont(en) van een bodem. Trapgaten worden veroorzaakt door dieren met een relatief hoge lichaamsmassa, in het bijzonder hoefdieren en mensen. Vooral in open, vochtige grond die niet sterk bij elkaar gehouden en beschermd wordt door vegetatie, kan bij zware betreding vrij makkelijk een trapgatenpatroon ontstaan.

## Ecologisch belang
Er zijn tal van organismen die gebruik maken van trapgaten. Zo zijn er bijvoorbeeld veel kortlevende pionierende plantensoorten die in graslanden zijn aangewezen op trapgaten van grote grazers. Ook sommige amfibieën, zoals de geelbuikvuurpad, gebruiken oude trapgaten waar een laagje water in blijft staan om hun eieren in te leggen.

## Fotogalerij

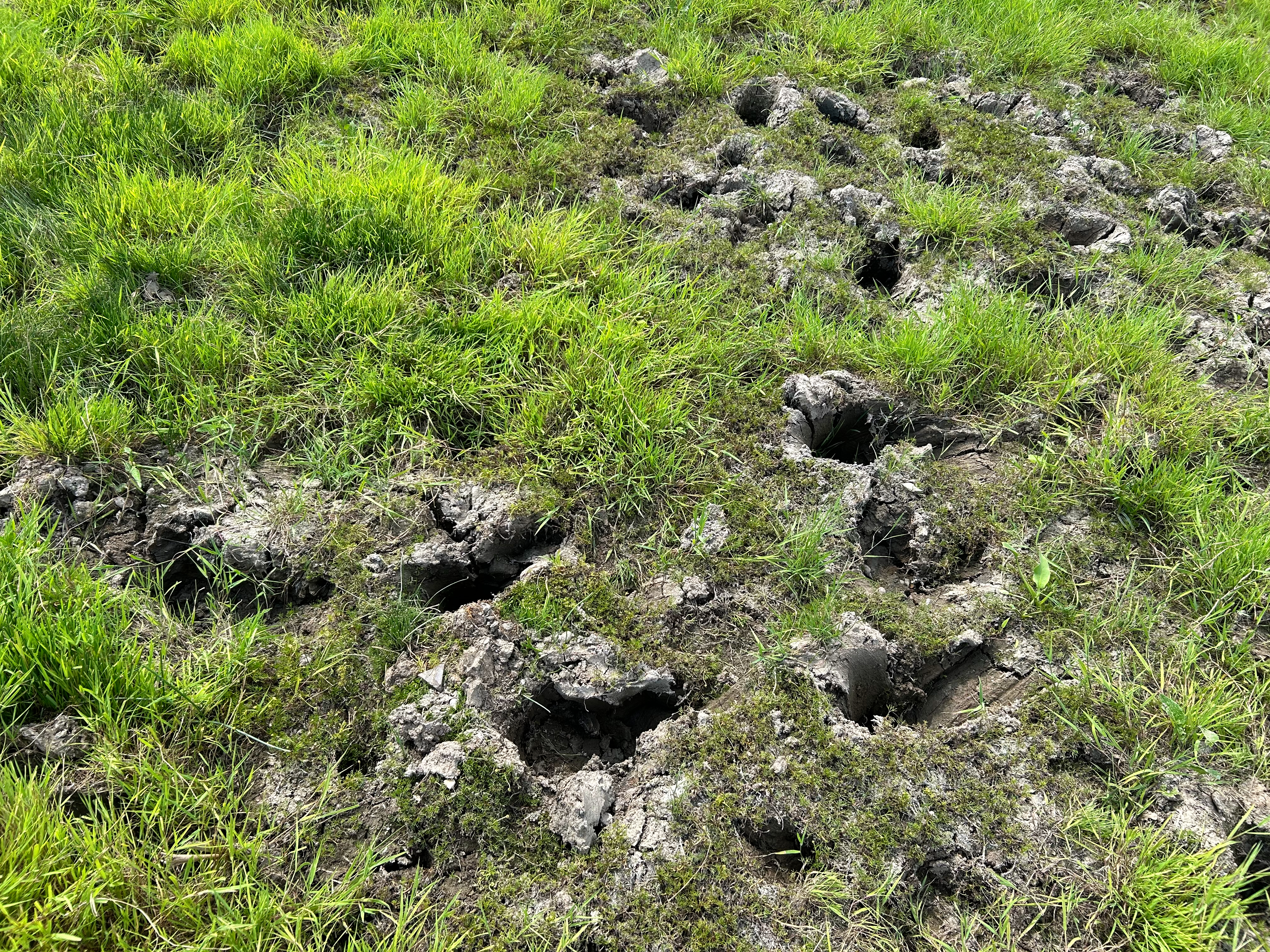
Een drooggevallen poel met uitgeharde trapgaten van vee.
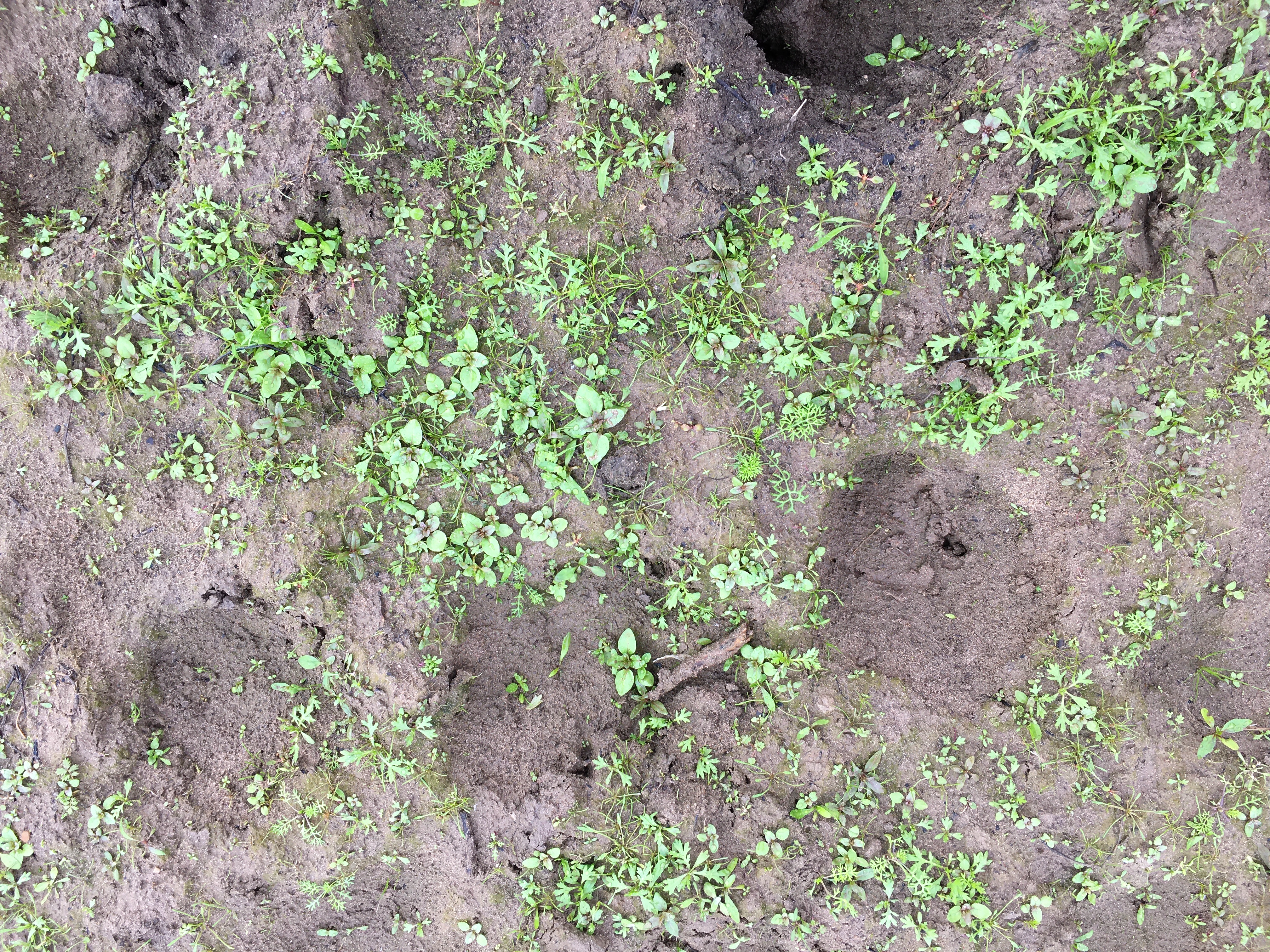
Deels weer dichtgeslibde trapgaten na overstroming.
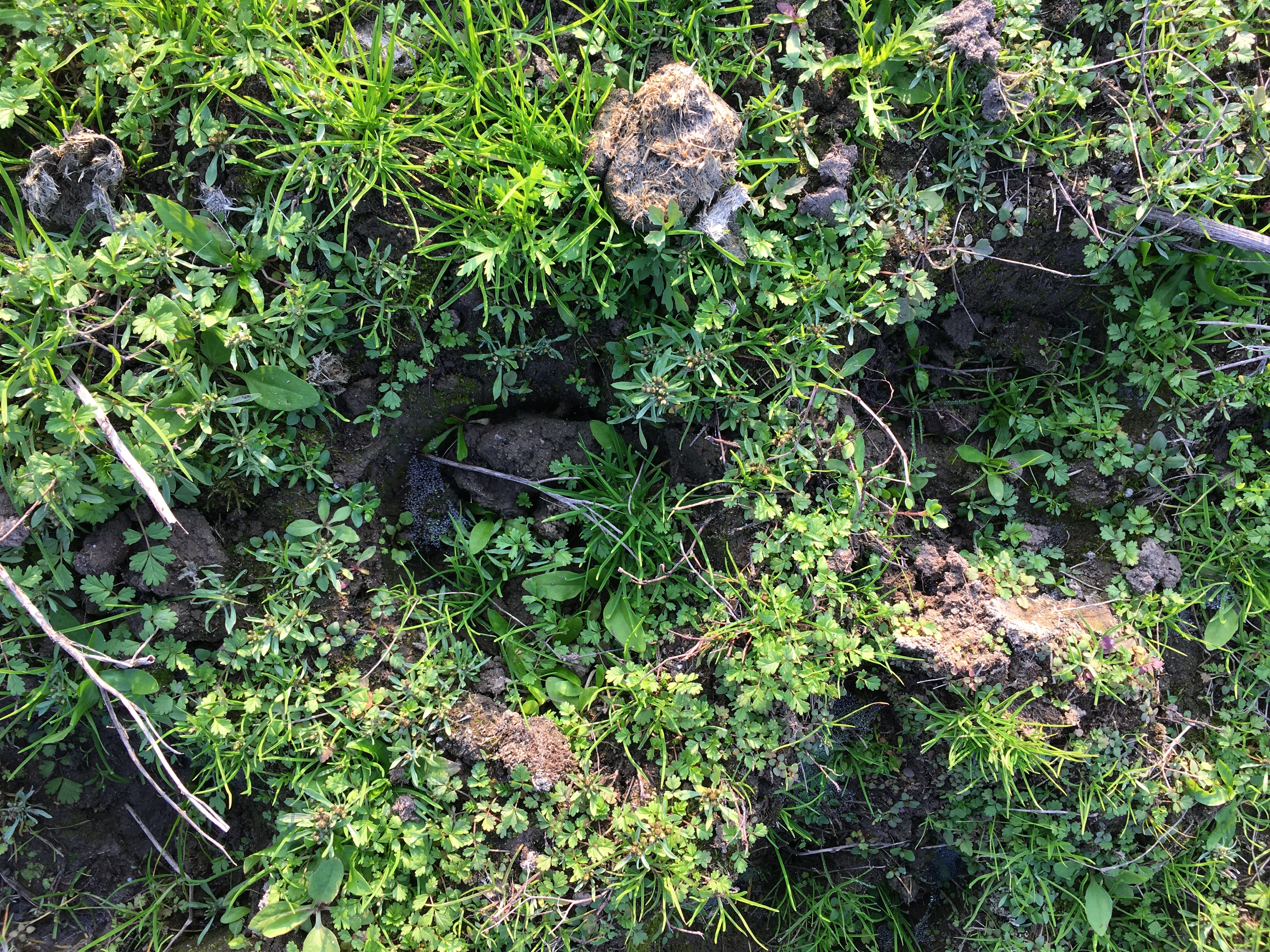
Dichtgroeiende trapgaten.